# マンハイム市電GT8N形電車
マンハイム市電GT8N形電車（マンハイムしでんGT8Nがたでんしゃ）は、ドイツ・マンハイムの路面電車であるマンハイム市電に導入された車両。1960年代に製造された連接車の一部を部分超低床電車に改造した車両で、廃車後は多くの車両が他都市へ譲渡されている。

## 概要
ドイツの路面電車であるマンハイム市電には、対岸の都市を走るルートヴィヒスハーフェン市電と合わせて、1958年から1971年の間にデュッセルドルフ車両製造（→デュワグ）が製造した連接式電車（デュワグカー）の大量導入が行われた。それらのうち、1961年から1964年に製造された23両に改造を施したのがGT8N形である。
改造の対象になったのは片運転台式の2車体連接車（GT6）で、新規に製造された、乗降扉付近の床上高さを350 mmに下げた中間車体が新たに挿入され、部分低床式の3車体連接車となった。併せて塗装の変更が行われ、黄緑色と白色を主体とした新塗装が採用された。一方で主電動機を始めとする電気機器の変更は行われず、出力値も2車体連接車時代のままであった。中間車体の製造は、デュワグの技術者が赴く形でマンハイム市電の車庫で行われた。
1991年から1992年にかけて実施された改造後は主にマンハイム市電の利用客の多い系統に投入され、主力車両として活躍したが、新造された超低床電車の大量導入に伴い2004年から廃車が始まった。多くの車両は後述の通り他都市に譲渡された一方で解体された車両も存在しており、2023年現在は2両が在籍し、うち営業運転に用いられているのは1両のみとなっている。

## 譲渡

### ウッチ

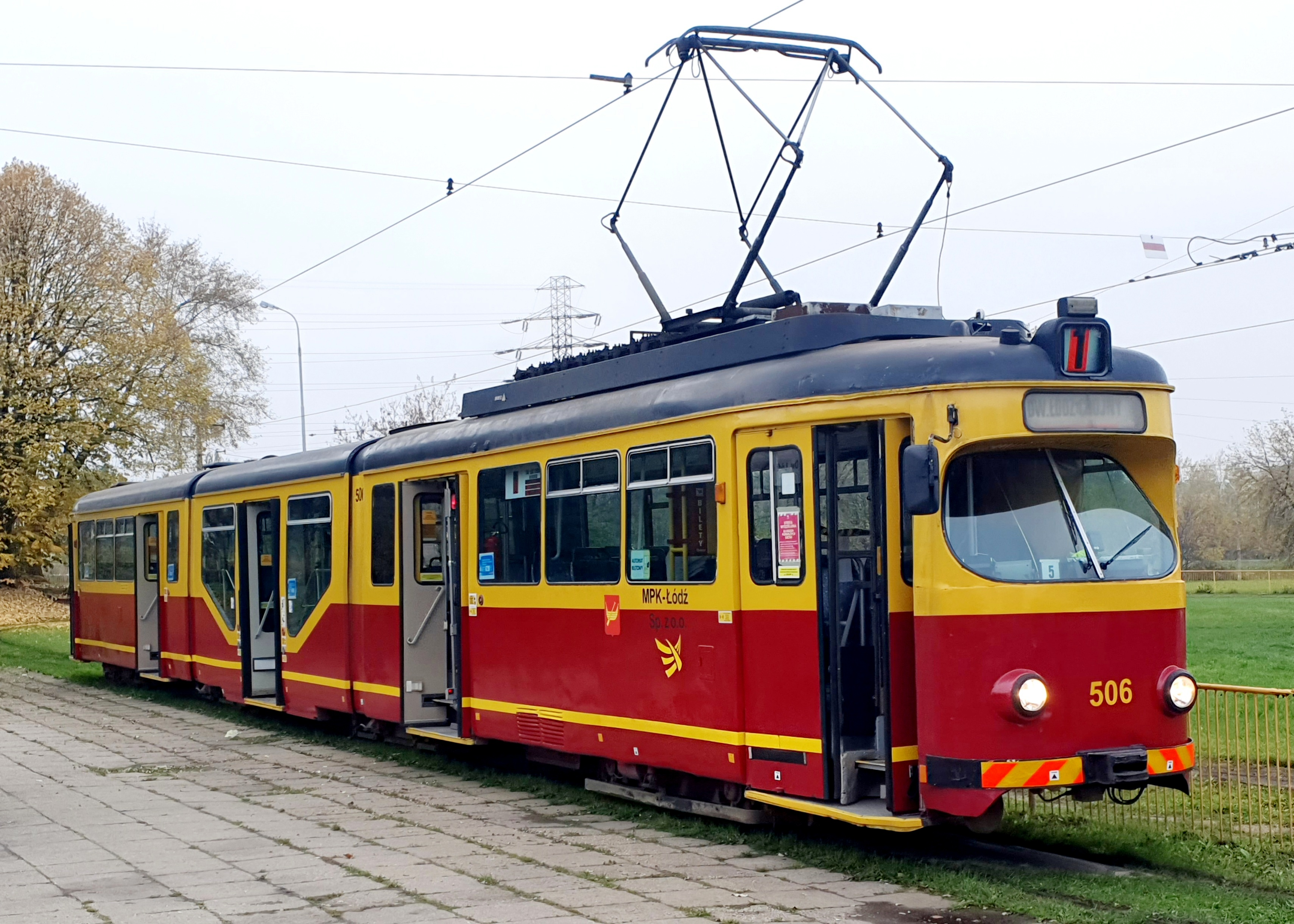
ウッチ市電（2020年撮影）

ポーランド・ウッチの路面電車であるウッチ市電は、ポーランドの民主化を経た1993年から2012年まで、郊外の路面電車路線を分割する形で3つの事業者によって運営されていた。そのうち46号線を運営していた相互通信路面電車会社（Międzygminna Komunikacja Tramwajowa Sp. z o.o.、MKT）は近代化を目的としてドイツ各地から中古車両を譲受を実施していた。ヘルシンキ市電で使用されていたGT8N形の譲受もその一環で、2007年に合計6両が導入された。
その後、2012年にウッチ市電を運営する事業者がウッチ市交通会社に統合された事で一時中古車両の譲受の動きが途絶えていたが、近代化やバリアフリー化の動きを加速させるため翌2013年から再度他都市の車両の譲受が始まった。GT8N形についても後述のようにヘルシンキ市電に譲渡されていた車両が合計5両導入され、そのうち1両（166）は団体用車両だった。
しかし、老朽化が進んだことで後継となる超低床電車（モデルス・ガンマ）への置き換えが進み、2023年11月3日の運用を最後に営業運転を終了した。同日時点で6両が在籍していた営業用車両は全車廃車される予定となっている一方、イベント用車両は今後も団体列車など不定期運用に用いられる事になっている。

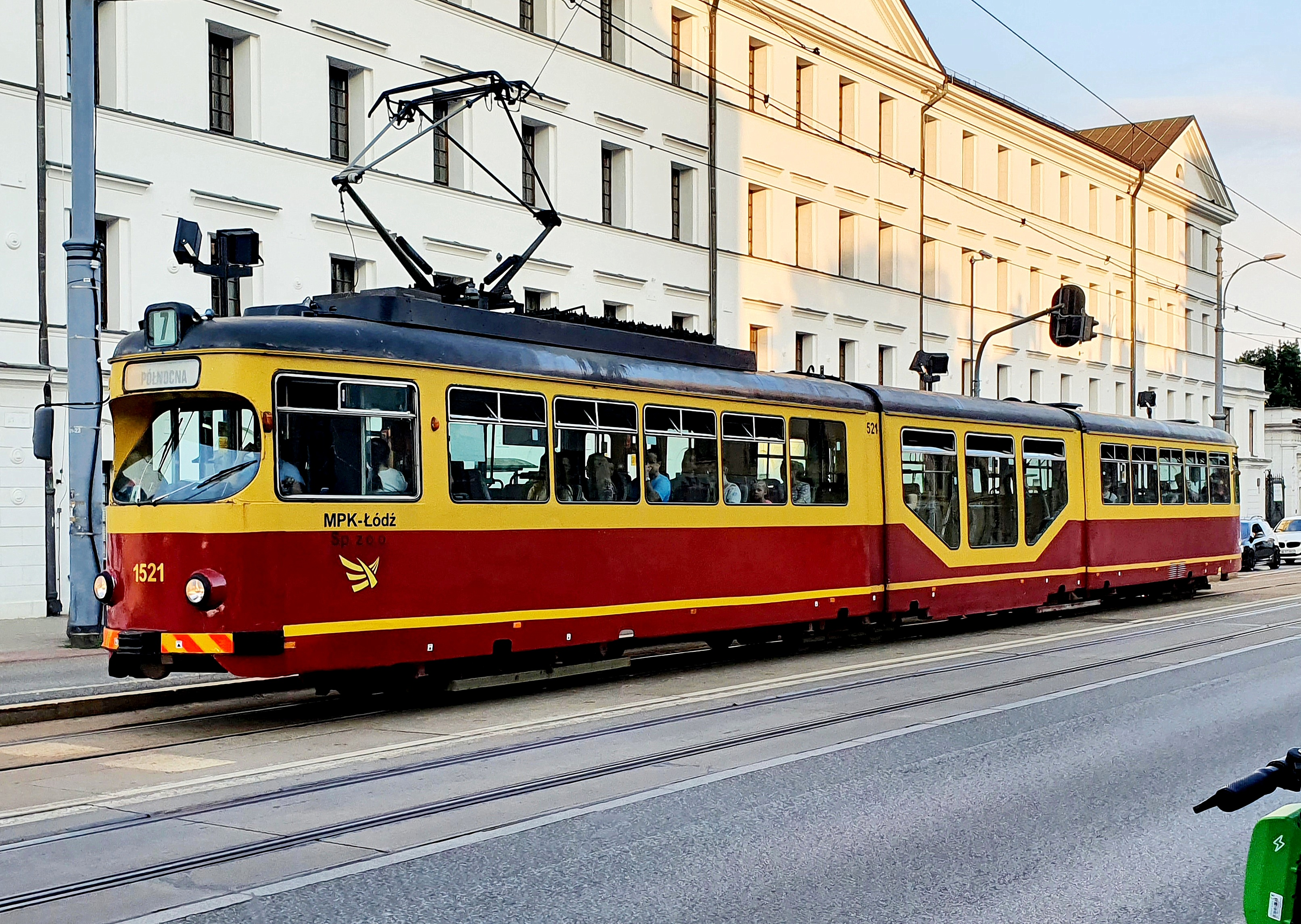
左側に乗降扉は存在しない（2021年撮影）
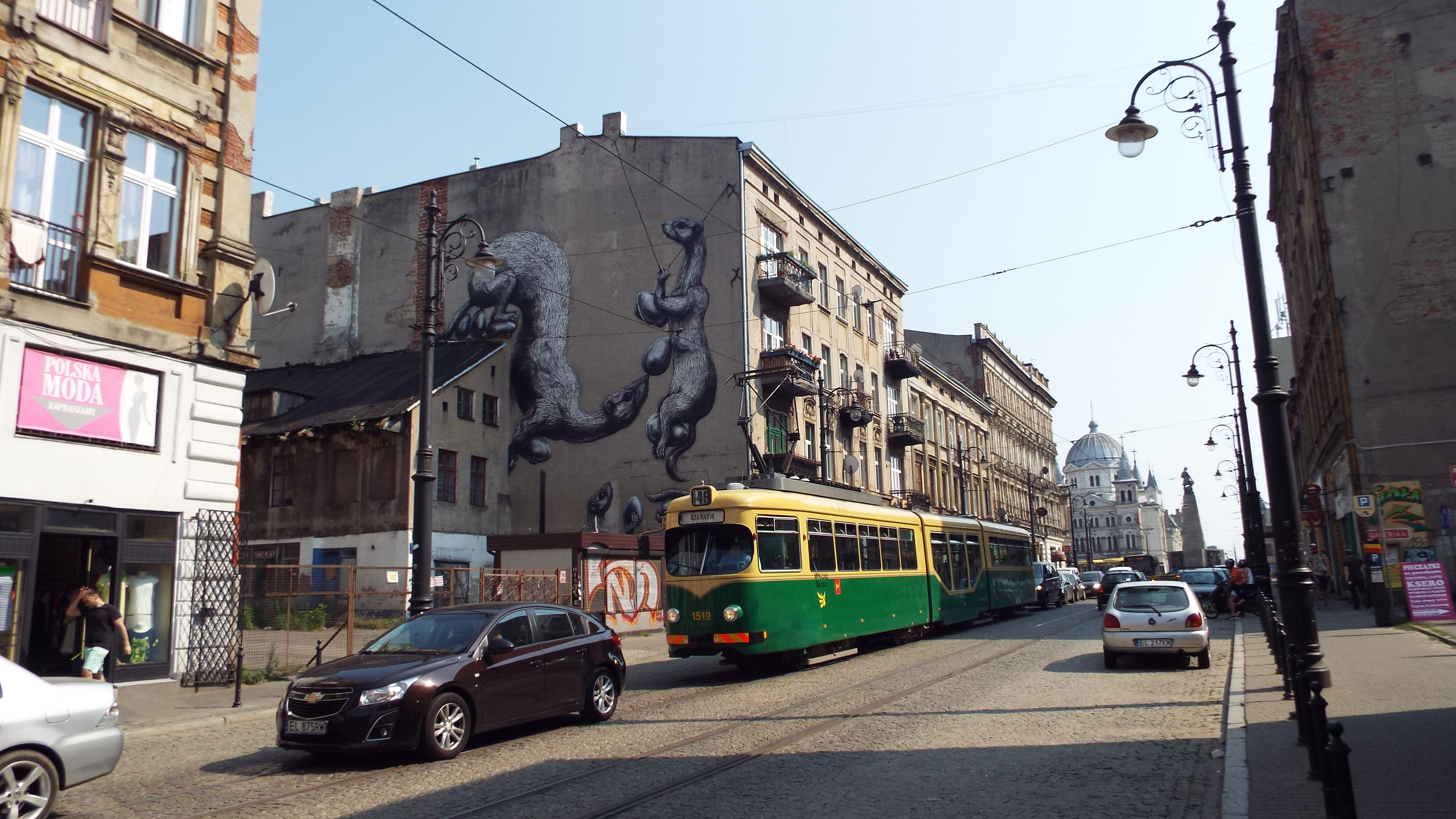
ヘルシンキ市電からの再譲渡車両（2015年撮影）

### ヘルシンキ

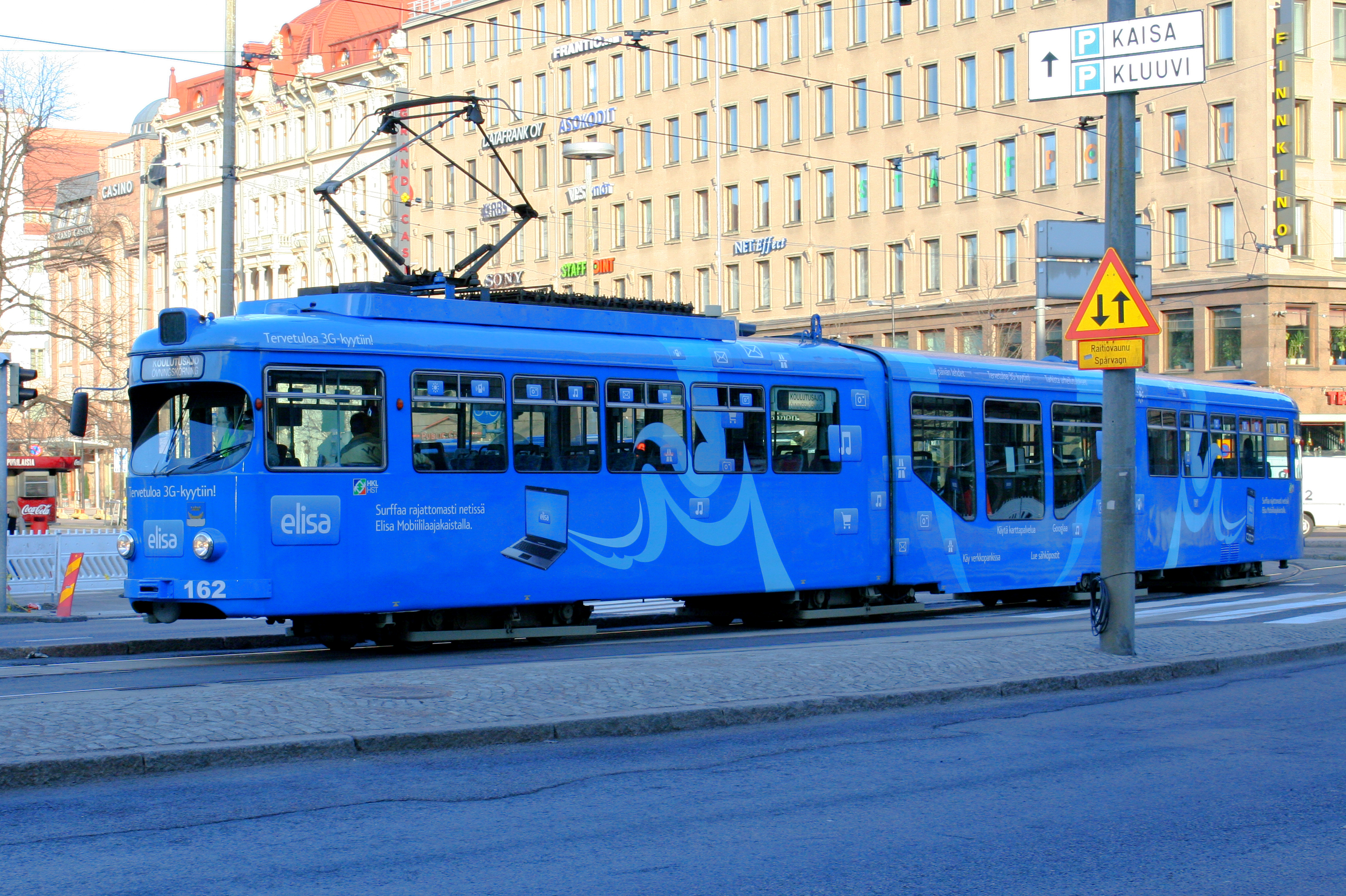
ヘルシンキ市電（2008年撮影）

超低床電車のバリオトラムに不具合が頻発したことを受け、フィンランド・ヘルシンキの路面電車であるヘルシンキ市電には急遽マンハイム市電で使用されていた路面電車車両の譲渡が実施された。そのうちGT8N形は計6両（161 - 166）が譲渡され、2008年から後継車両へ置き換えられる2018年まで使用された。そのうち1両（166）については2010年に塗装変更や内装の大規模改造が施され、ヘルシンキ市内の文化センターへ向かう特別列車や各種の団体列車に用いられる「カルチャートラム（Kulttuuriraitiovaunu）」として運用された。引退後は解体された1両（161）を除いた5両がウッチ市電へ再譲渡されている。

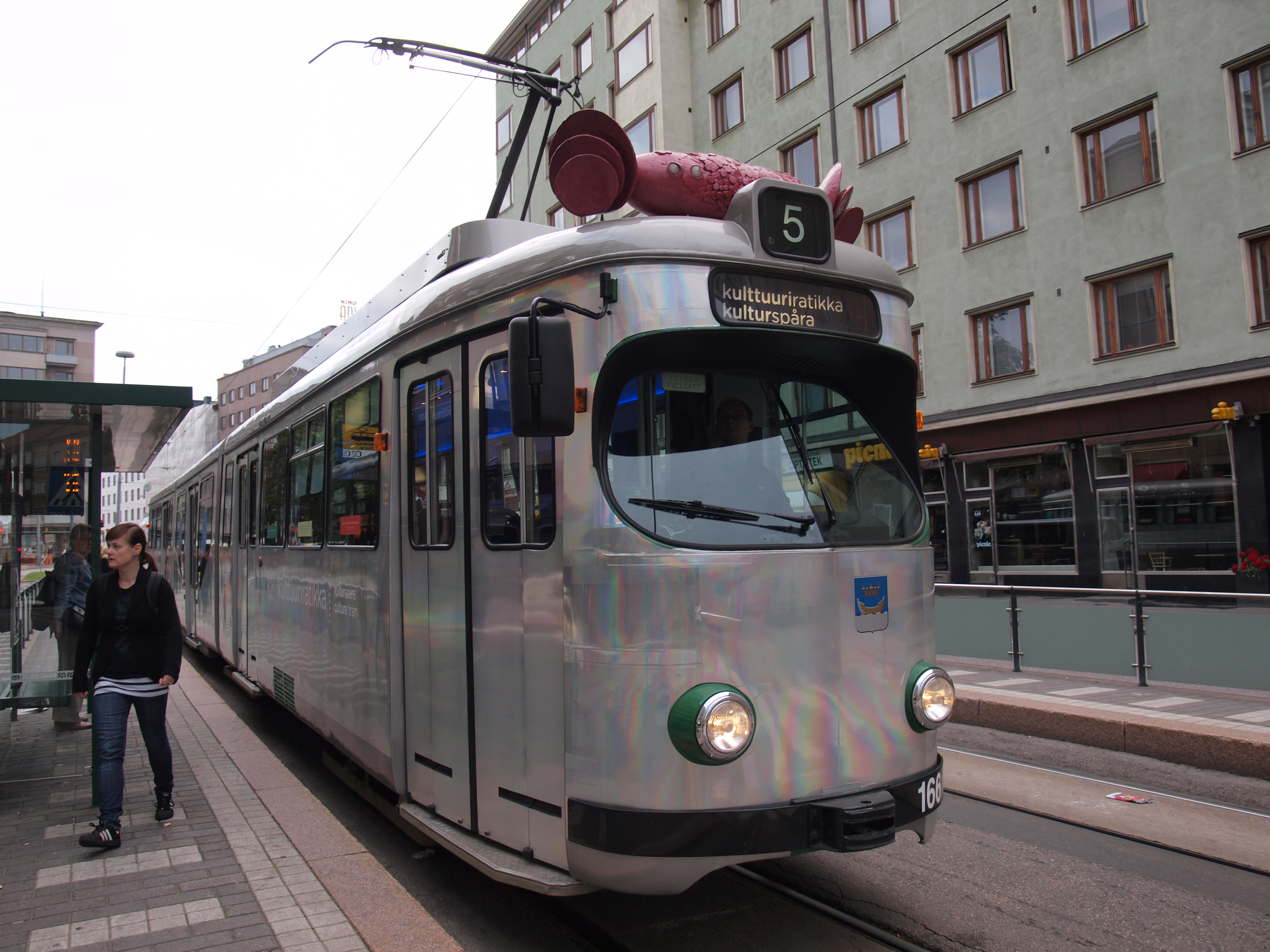
"カルチャートラム"（2012年撮影）

### ゴータ

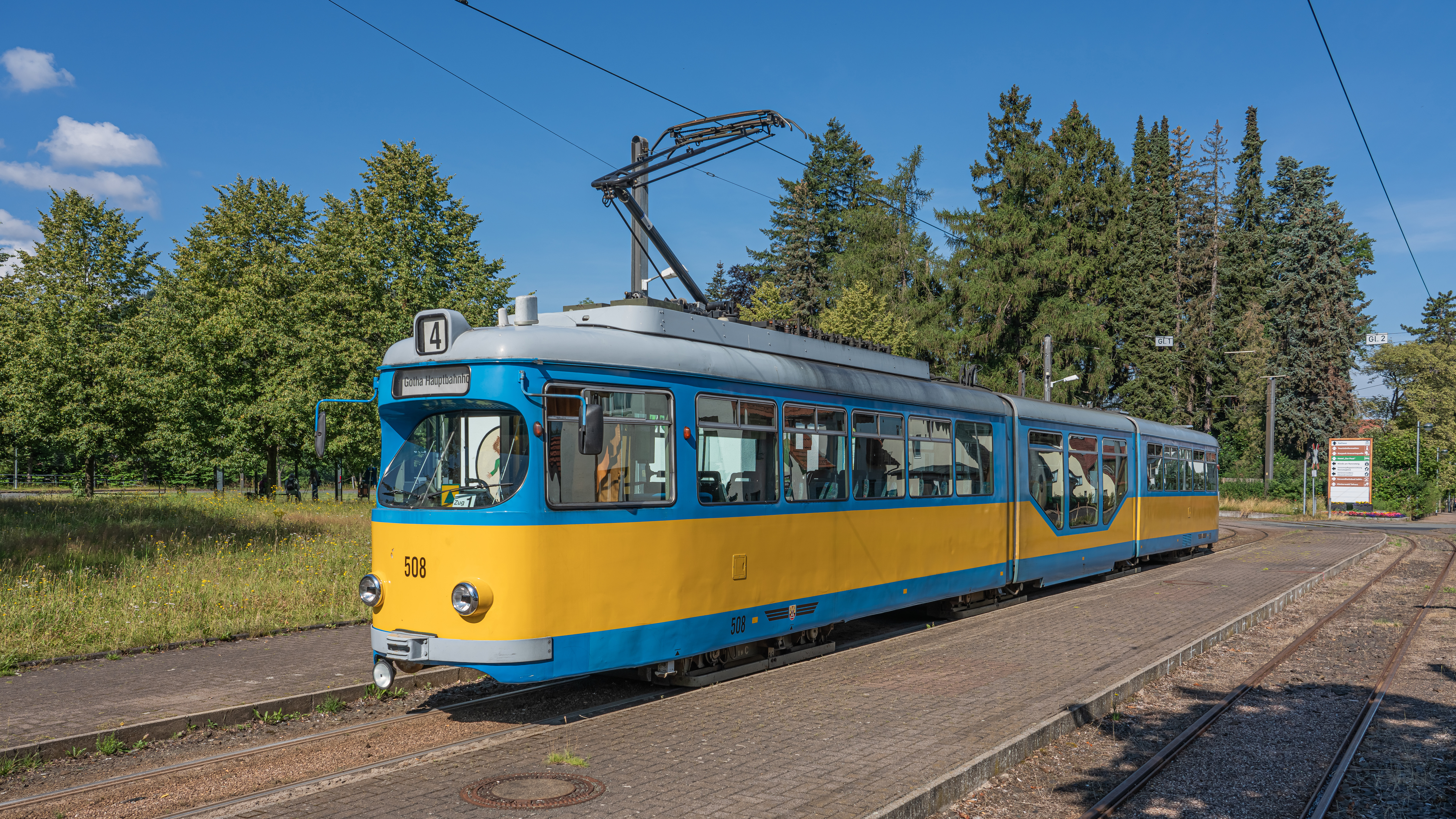
ゴータ市電（2020年撮影）

ドイツの都市・ゴータの路面電車であるゴータ市電には、2011年に4両のGT8N形が譲渡され、2023年現在は事故で廃車された1両を除いて3両が営業運転に使用されている。また、2019年には2両の追加譲渡が実施され、1両は部品取り用として解体された一方でもう1両が教習用に用いられたが、この車両については車両不足を補うため2022年にマンハイム市電へ返却されている。

## 参考資料
- Łukasz Stefańczyk (2007-9). “Nowe tramwaje na linii z Łodzi do Ozorkowa” (PDF). TTS Technika Transportu Szynowego (Instytut Naukowo-Wydawniczy "TTS" Sp. z o.o):  55-62 2023年4月13日閲覧。.